# Voglio andare a vivere in campagna (album Toto Cutugno)
Voglio andare a vivere in campagna è un album in studio del cantautore italiano Toto Cutugno, pubblicato nel 1995 dall'etichetta EMI Italiana.

## Tracce
Testi di S. Cutugno.
1. Voglio andare a vivere in campagna – 4:27
2. Voglio una donna – 5:09 (testo: A. Sanarico, C. Farina, S. Cutugno)
3. Amanti – 4:12 (testo: C. Damiani, S. Cutugno)
4. Adulele – 4:52 (testo: G. Bella, S. Cutugno)
5. La favola di Debby – 3:56
6. A... Rio – 3:43
7. Io e te – 4:15
8. Se mi ami – 4:53
9. Dove ti porta il cuore – 5:15
10. E se questo non è amore – 5:06
11. L'esercito degli angeli – 4:18
12. Medley - Introduzioni – 2:50

## Formazione
- Toto Cutugno - voce
- Aldo De Scalzi - chitarra acustica, chitarra elettrica
- Giampaolo "Pippo" Santandrea - programmazione
- Gabriele Fersini - chitarra elettrica
- Livio Gianola - chitarra classica
- Massimo Zagonari - sax
- Manuel De Peppe, Luca Di Nunno, Daniele Gromero, Giampaolo Santandrea, Lalla Francia, Lola Feghaly, Paola Folli, Roberto Barone - cori